# موش‌صاریغ حنایی
موش‌صاریغ روفوس (نام علمی: Marmosa lepida) نام یک گونه از سرده موش‌صاریغ‌ها است.